# BanG Dream! Girls Band Party! ☆ PICO
BanG Dream! Girls Band Party! ☆ PICO (バンドリ！ ガールズバンドパーティ！☆ピコ, バンドリ！ガルパ☆ピコ) ist ein Web-Anime des Animationsstudios Sanzigen und ein Ableger der Anime-Fernsehserie BanG Dream! des gleichnamigen Franchises von Bushiroad.
Die jeweils knapp vier-minütigen Episoden wurden allesamt auf dem Youtube-Kanal des Unternehmens veröffentlicht. Insgesamt umfasste die erste Staffel des Kurzanime 26 Episoden. Eine zweite Staffel unter dem Namen BanG Dream! Girls Band Party! ☆ Pico ~Ohmori~ wird seit 2020 auf dem Youtube-Kanal von Bushiroad veröffentlicht.

## Produktion
BanG Dream! Girls Band Party! ☆ PICO entstand im Studio Sanzigen unter der Regie von Seiya Miyajima. Die Charaktere in der Serie werden als Chibi-Figuren dargestellt. Die Produktion einer zweiten Staffel wurde im Dezember des Jahres 2019 angekündigt.
Das Titellied zur ersten Staffel ist Pikotto! Papitto! Garupa☆Pico!!!, während für die zweite Staffel mit Ohmori Iccho! Garupa☆Pico ein neues Titellied eingeführt wurde. Beide Lieder werden von Kasumi, Yukina, Ran, Kokoro und Aya gesungen.
Anfang Juni 2021 wurde angekündigt, dass sich eine dritte Staffel in Arbeit befindet.

## Handlung
Die einzelnen Episoden haben nicht durchgehend einen inhaltlichen Zusammenhang, wobei einzelne Folgen der ersten Staffel einen roten Faden besitzen. So können zum Beispiel sämtliche Episoden, die im Live House CIRCLE stattfinden in einen geschichtlichen Zusammenhang gebracht werden.

## Veröffentlichung
Die erste Staffel von „Garupa Pico“ wurde ab dem 5. Juli 2018 auf Tokyo MX und Sun TV ausgestrahlt. Zudem wurden alle 26 Episoden auf dem Youtube-Kanal des Unternehmens Bushiroad in japanischer Sprache mit englischen Untertiteln veröffentlicht.
Die zweite Staffel wird seit dem 7. Mai 2020 gezeigt, wobei eine Episode im wöchentlichen Rhythmus auf dem Youtube-Kanal von Bushiroad veröffentlicht wird.

## Synchronisation
Die Charakter wurden von den Synchronsprecherinnen, die die Charakter in der Hauptserie sprechen, synchronisiert. Ab der zweiten Staffel wurden Charaktere der Gruppen RAISE A SUILEN und Morfonica hinzugefügt. Beide Gruppen hatten in der siebten Folge der zweiten Staffel ihren ersten Auftritt, wobei es für die Mitglieder von Morfonica der allererste Auftritt im Anime-Franchise ist. Für eine Auflistung der Synchronsprecherinnen, siehe BanG Dream! (Anime)#Synchronisation bzw. Figuren aus BanG Dream!.

## Episoden

### Staffel 1  (2018)
| Nr. | Titel                                                   | Inhalt | VÖ            | Views    | Link   |
| --- | ------------------------------------------------------- | --- | ------------- | -------- | ------ |
| 1   | Live House CIRCLE                                       | In einer stürmischen Nacht wird Marina, die Besitzerin des Live House CIRCLE, von allen fünf Bands besucht: Poppin’Party, Roselia, Pastel＊Palettes, Hello, Happy World! und Afterglow. Da das Gebäude keine Kapazität für 25 Musikerinnen hat, beschließen sie, das Live House in Richtung eines Restaurants zu verlassen. | 5. Juli 2018  | 400.000+ | S1E1   |
| 2   | Think Tank                                              | Nachdem Poppin’Party bei ihrem letzten Auftritt vor lediglich drei Fans spielten, überlegen sie sich wie sie zukünftig mehr Zuschauer anlocken können. Zum Leidwesen von Arisa stellen sich die Überlegungen – von Tae, die ihre Hasen auf die Bühne nehmen will bis hin zu Kasumi, die über die gesamte Bühne fliegen möchte – als zu radikal heraus. | 12. Juli 2018 | 280.000+ | S1E2   |
| 3   | Revolution                                              | Nachdem Poppin’Party bei ihrem letzten Konzert tatsächlich ihre Ideen in die Tat umsetzen, überlegen sich nun die Mitglieder von Roselia, wie sie ihre Bühnenperformance auf das nächste Level bringen können. Ihr Thema ist „Revolution“. Bei ihrer Besprechung werden sie dabei von anderen Gasten versehentlich gestört. Bei ihrem nächsten Konzert tritt die Gruppe in einem Gewand auf, sehr zur Verwunderung ihrer Zuschauer. | 19. Juli 2018 | 350.000+ | S1E3   |
| 4   | Rock n' Roll Baby                                       | Beim Lesen von Fan-Kommentaren stellt Tsugumi fest, dass sie das einzige Mitglied von Afterglow ist, die keine Rezension erhalten hat. Inspiriert von einer Death-Metal-Band will Tsugumi ihr Auftreten ändern. Obwohl das nachfolgende Konzert erfolgreich verläuft, läuft Ran aus Bestürzung über Tsugumis Imagewechsel davon. | 26. Juli 2018 | 310.000+ | S1E4   |
| 5   | Pastel＊Palettes' Swimsuit Commercial                   | Pastel＊Palettes nehmen an einer Schwimmanzug-Werbesendung teil, um mehr Aufmerksamkeit zu erlangen. Allerdings bestehen die Aktivitäten der Sendung aus extremen Stunts, wie beispielsweise ein Fragespiel während sie an Trapez hängen oder auf einem Surfbrett so nah wie möglich auf an eine Klippe rutschen ohne runterzufallen. | 2. Aug. 2018  | 320.000+ | S1E5   |
| 6   | Welcome to Michelle Land!                               | Während einer Mahlzeit mit ihren übrigen Bandmitgliedern fragt Kokoro wo Michelle lebt. Nachdem Misaki – die eigentlich in dem Bärenkostüm steckt – auf ihre Frage mit „Michelle Land“ antwortet, lässt Kokoros Familie prompt einen Freizeitpark gleichen Namens errichten. Dort verläuft sich Misaki und die Band geht mit einer anderen Michelle nach Hause. | 9. Aug. 2018  | 340.000+ | S1E6   |
| 7   | CiRCLE Joint Concert Conference                         | Die Musikerinnen aller Bands treffen sich zu einer gemeinsamen Besprechung für ihr gemeinsames Konzert im CIRCLE. Nachdem Kasumi bei einem Versuch eine geeignete Erklärung abzugeben versagt, machen alle Musikerinnen im Durcheinander eigene Vorschläge. Da so die Besprechung kaum Erfolg verspricht, lädt Kasumi alle ins Restaurant ein. | 16. Aug. 2018 | 240.000+ | S1E7   |
| 8   | Drummers Gotta Drum                                     | In einem Familienrestaurants diskutieren die Schlagzeugerinnen Sāya, Maya, Kanon, Tomoe und Ako ihre Probleme die sie im Vergleich zu Gitarristen haben, z. B.: keine Möglichkeiten das Schlagzeug in Taschen tragen zu können. Nachdem sie sich verschiedene Taschen für ihre Snares angesehen haben, bestellen die fünf etwas zum Essen. Da Tomoe als einzige Pancakes anstalle von Ramen bestellt, interpretiert die Kellnerin in der weitergehenden Diskussion als „Ramen für alle“. | 23. Aug. 2018 | 280.000+ | S1E8   |
| 9   | For the Love of Chocolate Cornets                       | Da Rimi in der Mittagspause stetig Schoko-Kometen isst, erklärt Tae ihr scherzhaft, dass sie sich selbst in einen Schoko-Kometen verwandelt, wenn sie weiterhin so viele Kometen isst. Während die Tage vergehen verschlimmert sich Rimis Abhängigkeit dermaßen, dass sie alsbald beginnt ein Schneckenhaus zu essen, da diese eine ähnliche Form haben. Taes Scherz bewahrheitet sich und Rimi verwandelt sich nach und selbst in einen Schoko-Kometen. Als sie aufwacht, stellt sie fest, dass all dies nur ein Albtraum war. | 30. Aug. 2018 | 230.000+ | S1E9   |
| 10  | What About the Garlic?                                  | Moca und Ran warten in einer Warteschlange vor einem Ramen-Restaurant und halten Smalltalk über unterschiedliche Themen. | 6. Sep. 2018  | 180.000+ | S1E10  |
| 11  | Hello, Happy Sky Jam                                    | Kokoro überredet ihre übrige Band Musik zu spielen während sie Fallschirmspringen. Aufgrund ihrer Höhenangst fällt Kaoru in Ohnmacht, während Michelle und Kanon Probleme haben mit den anderen mitzuhalten. Als sie der Erde immer näher kommen aktivieren alle ihre Fallschirme. Dabei muss Michelle feststellen, dass in ihrem Rucksack lediglich die Instrumente verstaut waren. | 13. Sep. 2018 | 290.000+ | S1E11  |
| 12  | Babanbo, Hear My Prayers                                | Ran wird krank, sodass die übrigen Bandmitglieder verschiedene Heilmittel testen. Wie auch immer erreichen ihre gemeinsame Versuche Rans Erkältung zu lindern immer obszönere Szenarien. So liest Moca von einem religiösen Kult, die Götter anbeten um Erkältungen, die dementsprechend dämonischen Ursprungs sind, abzuwehren. Obwohl Ran gesund wird, kann sie sich nicht daran erinnern, überhaupt krank gewesen zu sein. | 20. Sep. 2018 | 280.000+ | S1E12  |
| 13  | Twinkling Joyful Shopping District Frenzy Bushido Party | Marina, Misaki, Sayo, Rimi, Tsugumi und Maya planen über Nacht das gemeinsame Konzert und sind dementsprechend erschöpft ehe die übrigen Musikerinnen zu den Proben das CIRCLE betreten und wieder aufgepäppelt werden. Das Konzert selbst avanciert zu einem Erfolg. Während der Aftershow-Party erklärt Marina, dass das CIRCLE zum Jahresende schließen wird, sehr zum Erschrecken der Bands. | 27. Sep. 2018 | 250.000+ | S1E13  |
| 14  | Hello, Happy's Winter Mountain Hike                     | Inspiriert von Hagumi beschließen Hello, Happy World! Bergsteigen zu gehen, allerdings ohne großen Erfolg. Gefangen in der Kälte suchen die fünf Unterschlupf in einem Kälte abweisenden Bergpfad. Da sie lediglich ihre Instrumente und ein paar Snacks bei sich tragen, können sie kein Feuer machen. Misaki erinnert sich, dass Michelles Kostüm einen eingebauten Heizmechanismus besitzt, sodass sich alle an Michelle kuscheln. | 4. Okt. 2018  | ~210.000 | S1E14  |
| 15  | Part Time Job                                           | Während ihres Nebenjobs in einem Konbini unterhalten sich Moca und Lisa über unterschiedliche Themen, wie etwa die geplante Schließung des CIRCLE. Lisa erkennt, dass eine Gottheit an Rans Genesung verantwortlich ist. | 11. Okt. 2018 | 260.000+ | S1E15  |
| 16  | Poppin' Shuffle                                         | Nach einer Bandprobe wollen Poppin’Party sich für den Nachhauseweg vorbereiten. Als Kasumi auf der Treppe ausrutscht und alle mit sich reißt, erkennen sie erst als sie zu Hause angekommen sind, dass alle durch den Sturz ihre Körper getauscht haben. | 18. Okt. 2018 | 410.000+ | S1E16  |
| 17  | Pastel＊Stroll                                          | Für einen Fernsehbeitrag wandern Pastel＊Palettes durch die Stadt und besuchen dabei verschiedene Geschäfte, darunter die Yamabuki-Bäckerei, Tsugumis Café und die Metzgerei von Hagumis Familie. Sāya, Tsugumi und Hagumi geben den Musikerinnen etliche Kostproben mit, die sie nicht alle essen können. | 25. Okt. 2018 | 260.000+ | S1 E17 |
| 18  | Basement Maze                                           | Poppin’Party gehen zum Proben in Arisas Kellerzimmer, müssen aber feststellen, dass der ganze Raum voller Kartons ist, da Arisas Großmutter zu viele Waren bestellt hat und diese ein Labyrinth bilden, welches Tae, Kasumi, Sāya und Rimi durchqueren zu versuchen. Um sich nicht zu verlaufen, legt Tae Brotkrümel aus, die aber von Rimi – die Taes eigentliche Absicht nicht mitbekommen hat – gegessen werden. Als sie wieder am Ausgangspunkt stehen, bemerkt Kasumi sternenförmige Sticker. Diese hat Arisa angebracht, um einen Weg zurückzufinden, allerdings hat Kasumi diese von den Kartons entfernt.                      | 1. Nov. 2018  | 190.000+ | S1E18  |
| 19  | CiRCLE's Collapse                                       | Die Mädchen sind besorgt um das CIRCLE, welches aufgrund des schlechten Gebäudezustands – verursacht durch die Konzerte der Bands – schließen muss. Aus Frust treten sie gegen die Wände und stampfen auf den Boden, sodass die Bühne im Kellergewölbe, auf welcher sich Marina gerade befindet, weitere Schäden davon trägt und schließlich zusammenbricht. | 8. Nov. 2018  | 210.000+ | S1E19  |
| 20  | Truth-Seeing Demon Eye                                  | Während sie in durch einen Schneesturm in einem Haus von der Umgebung abgeschnitten sind, entdecken Ako, Eve, Himari, Kasumi, Marina, Ran und Rinko, dass Tomoe K.O. geschlagen wurde. Während Ako den Fall wie ein Detektiv zu lösen versucht, verlässt Ran das Haus, während die Anderen die Tat abstreiten. Während der weiteren „Ermittlung“ müssen sie feststellen, dass eine nach der anderen K.O. geschlagen wird, bis schließlich auch Ako von Rinko niedergeschlagen wird. Es stellt sich heraus, dass dies ein erdachtes Konzept von Ako für das nächste Konzert ist, wobei Ran nach ihrem Verbleib in der Geschichte fragt. | 15. Nov. 2018 | 220.000+ | S1E20  |
| 21  | "That Performance Sure Would Be Exciting                | Auf dem Weg zur Bandprobe trifft Yukina auf eine streunende Katze und nimmt sie mit zum Proben. Als sie zu den übrigen Mitgliedern stößt hat sie mehrere Katzen mitgebracht. Obwohl Sayo eine der Katzen streichelt, geben sie und Lisa Yukina den Befehl die Katzen wieder freizulassen. Als sie einen katzenähnlichen Schatten an einer Mauerecke sieht, stellt sich die Silhouette als Kasumi heraus. Kasumi wird von Yukina bei Roselia aufgenommen, bevor Sayo sie wieder abweist. | 22. Nov. 2018 | 680.000+ | S1E21  |
| 22  | Welcome to Michelle Cafe!                               | Marina ist damit beschäftigt, das CIRCLE zu restaurieren und da das Café, welches zum Live House unterbesetzt ist, kümmert sie sich zeitgleich um die Kundschaft. Die Mädchen beschließen Marina auszuhelfen. Um mehr Kundschaft anzulocken funktionieren sie das Café in ein Michelle-Café um. Als Marina mit einer Kettensäge versehentlich ein Seil, welches einen riesigen Michelle-Kopf hält, durchschneidet, wird diese von dem gigantischen Kopf begraben. | 29. Nov. 2018 | 230.000+ | S1E22  |
| 23  | Pastel's Pajama Party                                   | Die Mitglieder von Pastel＊Palettes veranstalten eine Pyjama-Party. Weil sie nicht wissen, was sie tun können, schlägt Maya vor, Gruselgeschichten zu erzählen. So erzählt sie eine Geschichte, die Eve verängstigt. Als auch Hina eine schaurige Geschichte erzählt, versteckt sich Eve unter ihrer Decke. Als Scherz, verlassen die vier den Raum und löschen das Licht. Als sie das Zimmer wieder betreten und ihr den Scherz erklären wollen, greift einer verängstige Eve nach ihrem Katana und versucht, die Mädchen anzugreifen.                                                                                                | 6. Dez. 2018  | 320.000+ | S1E23  |
| 24  | Twin Rhythm                                             | Sayo versucht das Haus zu verlassen um Proben zu gehen, allerdings versucht ihre Schwester Hina sie davon abzuhalten, da sie Zeit mit ihr verbringen möchte. In einem Fast-Food-Restaurant überlegt Hina ihre Schwester einzuladen mit ihr Pommes frites zu essen. Währenddessen hat Sayo während ihrer Probe Probleme, da sie Hunger hat. Verwirrt um Sayos benehmen, beschließen sie, ohne sie weiter zu proben. Als sie wieder zu Hause ist, trifft sie auf ihre Schwester, die ihr ein paar Pommes anbietet. | 13. Dez. 2018 | ~730.000 | S1E24  |
| 25  | Christmas Eve Surprise                                  | Am Weihnachtsabend ist Marina weiterhin damit beschäftigt, dass CIRCLE zu renovieren, bis sie bemerkt, dass die Mädchen eine Weihnachtsfeier organisieren. Sie denken an ihre Zeit in dem Live House zurück, während Kasumi, Yukina, Ran und Sayo die Mädchen für das anstehende Konzert zu motivieren. Kokoro und Michelle nutzen eine Schneemaschine auf dem Dach, welches alsbald in sich zusammenbricht und das restliche Gebäude zerstört. | 20. Dez. 2018 | 220.000+ | S1E25  |
| 26  | Reconstructed                                           | Obwohl Kokoro und Michelle aus den Trümmern gerettet werden können, sind alle traurig um das nun komplett zerstörte CIRCLE. Dennoch fühlt Kasumi, dass das Live House gerettet werden kann und entdeckt, dass die Bühne nicht zerstört wurde. Zusammen räumen die Mädchen die Trümmer beiseite und bereiten sich auf ihr letztes Konzert vor. Das anschließende Konzert ist ein Erfolg. Als alle gemeinsam aufspringen, verursacht die zeitgenaue Landung, dass Wasser die Bühne sprengt. Das CIRCLE wurde infolgedessen als Onsen wiedereröffnet.                                                                                     | 27. Dez. 2018 | 250.000+ | S1E26  |

### Staffel 2 (2020)
| Nr. | Titel                 | Inhalt | VÖ            | Views    | Link  |
| --- | --------------------- | --- | ------------- | -------- | ----- |
| 1   | Live House CiRCLE     | Während Poppin’Party im CIRCLE proben stolpert Marina über ein leuchtendes Objekt, welches aus dem Boden hervorragt. Dieses Objekt sondert ein helles Licht ab, bevor Kasumi es herauszieht. Es stellt sich als ein merkwürdiges gitarrenförmiges Artefakt heraus. Die Regierung lässt kurz darauf eine Forschungseinrichtung rund um das CIRCLE errichten, sodass die Mädchen Probleme haben, das Live House zu finden.                                                                                            | 7. Mai 2020   | ~120.000 | S2E1  |
| 2   | Poppin'Pastr          | In der Yamabuki-Bäckerei überlegen die Mitglieder von Poppin’Party, welches neuartige Gebäck der Familienbetrieb künftig anbieten soll, was sich jedoch als schwierig erweist. Kasumi schlägt vor, ein Gebäck zu erfinden, in dem jeder ihre Lieblingszutat beisteuert, allerdings endete auch dies wenig erfolgreich. | 14. Mai 2020  | ~90.000  | S2E2  |
| 3   | Lisa Couture          | Lisa erscheint aufgrund von Regen völlig durchnässt zur Probe, wodurch sie einen Sportanzug tragen muss. Neugierig übergeben die übrigen Mitglieder von Roselia weitere Kleider zum anprobieren. | 21. Mai 2020  | 120.000+ | S2E3  |
| 4   | Himari SOS!           | Himari ist auf Diät, doch der Nahrungsmittelentzug wirkt sich negativ auf die Proben aus. So beschließen die übrigen Mitglieder von Afterglow Himari beim Abnehmen zu unterstützen. Allerdings beinhalten alle Planungen Essen während der Übungen. | 28. Mai 2020  | ~90.000  | S2E4  |
| 5   | Pastel＊Desert        | Um zum CIRCLE zu gelangen durchqueren Pastel＊Palettes eine Wüste. Aya bricht auf dem Weg zusammen während Maya versucht, ihr zu helfen. Durch ihre Versuche Aya zu helfen beginnt Maya, irgendwann eine Fata Morgana von einer Oase und ihr Schlagzeug zu sehen, bevor auch sie zusammenbricht. Ihre Bandmitglieder finden Maya dieses Szenario träumend im Studio ihrer Talentagentur. Es stellte sich heraus, dass die Heizung im Raum eingeschaltet war.                                                        | 4. Juni 2020  | ~80.000  | S2E5  |
| 6   | Misaki Madness        | Während eines Konzertes von Hello, Happy World! wird Michelle durch die eingesetzte Pyrotechnik verbrannt, sehr zu Misakis Erleichterung, da sie nun das Kostüm nicht mehr tragen muss. Dennoch führt der Rückzug von ihr als Maskottchen der Band irgendwann dazu, dass sie einen Nervenzusammenbruch erleidet und irgendwann beginnt, alles was Ähnlichkeiten mit einem Bär hat anzugreifen. Als ihr Kostüm wieder repariert ist, wird es beim nächsten Konzert abermals zerstört, dieses mal durch Elektrizität. | 11. Juni 2020 | ~90.000  | S2E6  |
| 7   | New Epithets          | Die Mitglieder von Morfonica wandern durch das dunkle CIRCLE als RAISE A SUILEN spektakulär durch die Fenster das Live House betreten. Sie stellen sich mit ihrem Spitznamen vor, wobei Chiyu von ihrem Spitznamen entsetzt ist. Als die Mitglieder von Morfonica Interesse bekunden, ebenfalls einen Spitznamen haben zu wollen, erscheinen die übrigen fünf Sängerinnen der anderen Bands und teilen ihnen einen Namen zu, zum Ärger von Mashiro und Tsukushi.                                                    | 18. Juni 2020 | 95.000+  | S2E7  |
| 8   | Cardfight!! Sister!   | Asuka und Ako liefern sich ein Duell im Stile des Kartenspiels Cardfight!! Vanguard wer die coolere ältere Schwester hat. Während Rokka versucht, die beiden zu beruhigen, erscheint Hina, die ihre Schwester Sayo beschwört. Dieses Aufeinandertreffen führt zu der Zerstörung des gesamten Planeten. | 25. Juni 2020 | 95.000+  | S2E8  |
| 9   | Puzzle ☆ Pico         | Die Mädchen werden als Figuren in einem Tetris-ähnlichen Videospiel verwendet und verschwinden, sobald alle Mitglieder einer Band gespielt wurden. | 2. Juli 2020  | 80.000+  | S2E9  |
| 10  | Hanazono Street Live  | Tae spielt ein Straßenkonzert als Rei dazustößt. Mit der Zeit schließen sich Sayo und Rinko dem Duo an. Obwohl sich Tae für das nächste Konzert eine Schlagzeugerin wünscht, erscheinen mit Moca und Tsugumi eine weitere Gitarristinnen sowie eine zweite Keyboarderin. Auch taucht Michelle mit Luftballons auf. Zu Taes Enttäuschung taucht in Tomoe erst nach Konzertende die gewünschte Schlagzeugerin auf. | 9. Juli 2020  | ~70.000  | S2E10 |
| 11  | Under the Tea         | Himari, Hina, Kokoro, Masuki, Maya, Rimi und Yukina wachen an einem dunklen Ort auf, ohne Erinnerung daran, wie sie dorthin gelangt sind. Auf der Suche nach einem Lichtschalter stellen sie fest, dass sie sich in einem U-Boot befinden. Sie finden Snacks und Teeblätter. Masuki beschließt einen Ausweg aus dem U-Boot zu finden, um herauszufinden, dass sie sich mitten in der Antarktis befinden. | 16. Juli 2020 | 40.000+  | S2E11 |
| 12  | Girls' Band Newspaper | Sehr zu Marinas Ärger, zerstört eine Zeitung, die sich The Girls Band Times nennt, wiederholt das Fenster des CIRCLE. Sāya, Himari, Maya, Lisa und Misaki sind überrascht als sie beim Lesen der Zeitung vergangene Ereignisse der Mädchen in diesen Artikeln vorfinden. Um die Reparaturen an den zerstörten Fenstern finanzieren zu können nimmt Marina einen Nebenjob als Zeitungsbote an und zerstört das Fenster von Kasumis Zimmer.                                                                           | 23. Juli 2020 | 20.000+  | S2E12 |
| 13  |                       | | 30. Juli 2020 |          |       |